# Muzeum Picassa w Paryżu
Muzeum Picassa – galeria sztuki znajdująca się w Hôtel Salé w Paryżu w dzielnicy Le Marais, poświęcona twórczości hiszpańskiego artysty Pabla Picassa.

## Historia
Muzeum mieści się w budynku, który został wzniesiony w XVII wieku w latach 1656-1659 z inicjatywy francuskiego finansisty, poborcy podatkowego i doradcy królewskiego Pierre Auberta; architektem był Jean Boullier z Bourges a twórcami rzeźbionych elementów architektonicznych i dekoracji byli bracia Gaspard i Balthazard Marsy oraz Martin Desjardins. Z racji profesji jego donatora został nazwany Hôtel Salé. Od końca XVII wieku budowla wielokrotnie zmieniała swoje przeznaczenie: znajdowała się w niej ambasada Republiki Weneckiej, szkoły École Centrale des Arts et Manufactures i École des Métiers d’Art, w której nauki pobierał m.in. Balzac oraz Théâtre du Marais; to tu powstało najwybitniejsze dzieło Pierre’a Corneille’a Cyd.
W 1964 roku budowla została zakupiona przez władze Paryża, a od 29 października 1968 została wpisana na listę zabytków. W 1974 roku za sprawą konkursu została podjęta decyzja o powstaniu w budynku muzeum Picassa, co pociągnęło za sobą decyzję o odrestaurowaniu i przystosowaniu budynku do tego zadania. W 1985 roku muzeum zostało otwarte dla publiczności.

## Zbiory muzealne
Muzeum gromadzi prace Picassa z różnych okresów i dziedzin jego twórczości: obrazy, rzeźby, ceramikę oraz szkice. Prócz prac artysty, w muzeum można zobaczyć dzieła innych malarzy, m.in.: Paula Cézanne’a, Edgara Degas czy Henriego Matisse’a oraz eksponaty związane ze sztuką afrykańską i iberyjską. Większość tych prac należała do kolekcji Pabla Picassa.
Cztery lata po śmierci żony Picassa Jacqueline Roque (zmarłej w 1986 roku) muzeum otrzymało 47 obrazów, rzeźby, czterdzieści dwa rysunki, ceramikę, grafikę. W 1992 roku kolekcję powiększyło osobiste archiwum Picassa zawierające liczne dokumenty i fotografie malarza. Muzeum stało się głównym centrum badań nad życiem i twórczością artysty. W 2016 roku w zbiorach w sumie znajdowało się 4949 dzieł, w tym 4862 pochodzących z kolekcji Picassa, w tym: 1852 rysunków, 1794 druków, 296 obrazów (253 Picassa i 43 obrazy starych mistrzów z jego prywatnej kolekcji, m.in. osiem prac Matisse'a, siedem Auguste Renoira, cztery Henri Rousseau, trzy Paula Cézanne’a, trzy Corota), a także 17 tys. fotografii i 11 tys. książek.